# American Cinema Editors
American Cinema Editors, A.C.E. (pol. Stowarzyszenie Amerykańskich Montażystów Filmowych) – utworzona w 1950 roku organizacja zreszająca najlepszych montażystów amerykańskiego przemysłu filmowego. Wydawca specjalistycznego kwartalnika Cinemaeditor. Od 1965 roku przyznaje także nagrody branżowe, potocznie zwane Eddies, honorując montażystów w kilku kategoriach, m.in. za najlepszy montaż pełnometrażowego filmu kinowego, filmu telewizyjnego i dokumentu. Od 1980 roku przyznaje także nagrodę honorową dla reżyserów przykładających szczególny nacisk do montażu w procesie realizacji filmu (nagrodę tę otrzymali m.in. James Cameron i Robert Zemeckis).